# 克罗姆林陨击坑
克罗姆林陨击坑（Crommelin）是位于火星奥克夏沼区北纬5.1度、西经10.2度处的一座撞击陨石坑，直径113.9公里，其名称取自英国天文学家安德鲁·克罗姆林（1865年-1939年），1973年被国际天文联合会行星系命名工作组（WGPSN）正式批准接受。

## 描述
该陨坑显示出许多分层，火星上的许多地方都有分层排列的岩石，岩石可通过多种方式形成岩层，火山、风或水都能形成岩层，地下水也可能参与某些地方地层的形成。
克罗姆林陨石坑部分区域显示的许多薄岩层，这些可能反映了过去不同的气候，其中一些时期的气候要湿润得多。
火星上许多地方都有分层叠压的岩石，岩石可通过火山、风或水等多种方式形成岩层。
许多陨石坑都曾拥有过湖泊，因为一些陨坑的底部显示有三角洲，所以，水一定存在过一段时间，火星上已发现了数十处三角洲。当沉积物从河流中冲入平静水体时，就会形成三角洲，三角洲的形成需要一段时间，所以三角洲的存在令人关注，这意味着水在那里存续了一段时间，也许很多年，原始生物可能在这些湖泊中得到演化发育。因此，一些陨石坑可能是在这颗红色星球上寻找生命证据的主要目标地。
撞击坑的密度用于测定火星和其他太阳系天体的表面年龄 ，表面越古老，出现的陨石坑就越多，而陨石坑的形状则可以显示地面冰的存在。
陨石坑周围的区域可能富含矿物质。在火星上，撞击产生的热量融化了地表中的冰，冰融化的水又溶解矿物质，然后将它们沉积在撞击产生的裂缝或断层中。这一过程称为热液蚀变，是矿床形成的主要途径。火星陨石坑周围地区可能蕴藏着丰富的有用矿石，有助于未来的火星定居者。

## 图集

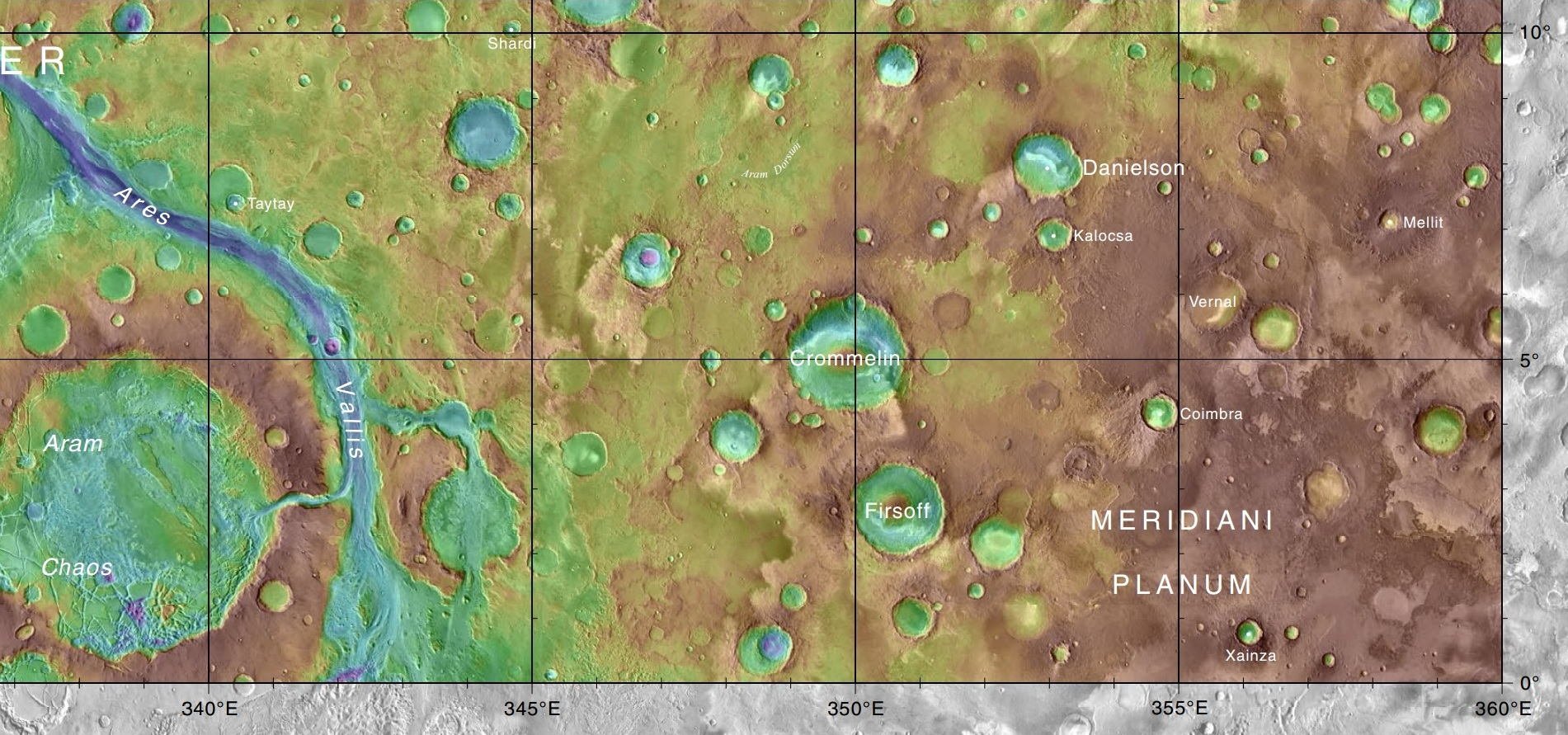
显示了克罗姆林陨击坑和附近其他陨坑的火星轨道器激光高度计地图,颜色表示海拔高度。
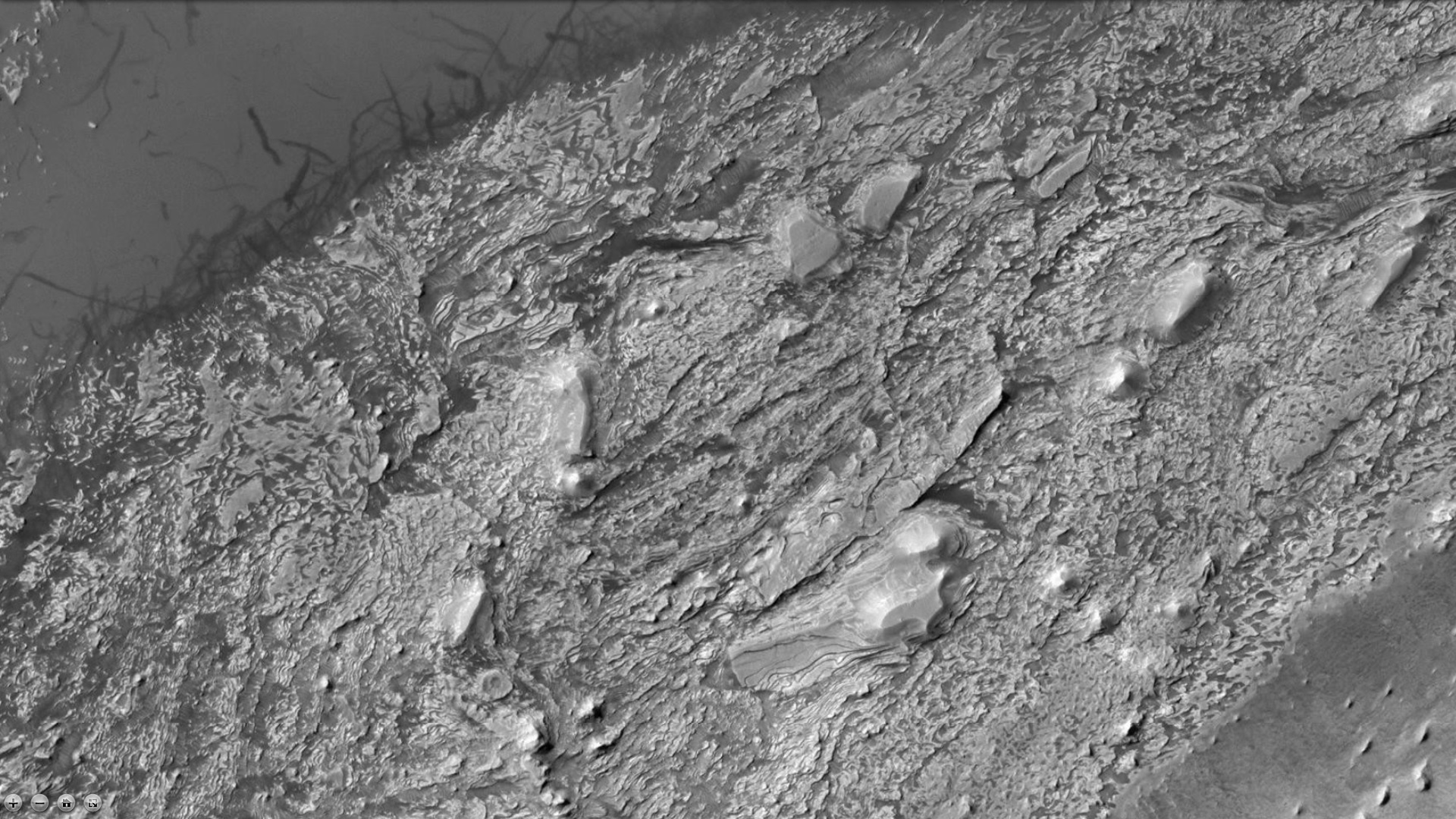
火星勘测轨道飞行器背景相机拍摄的克罗姆林陨击坑岩层和尘暴痕迹，注：这是前一幅陨坑图像的放大版。
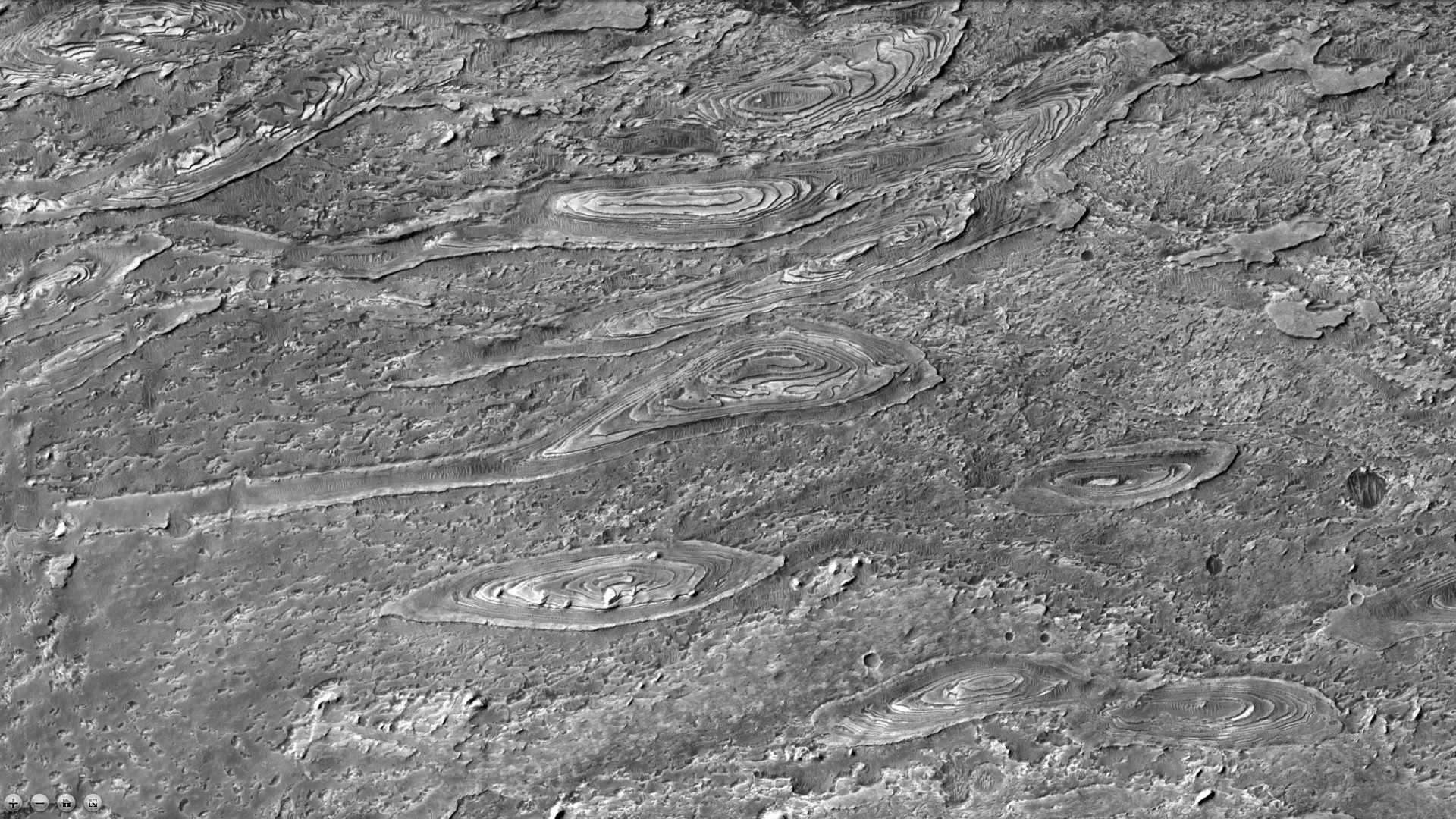
克罗姆林陨击坑内呈椭圆形排列的地层，火星勘测轨道飞行器背景相机拍摄，注：这是之前这是前一幅陨坑图像的放大版。
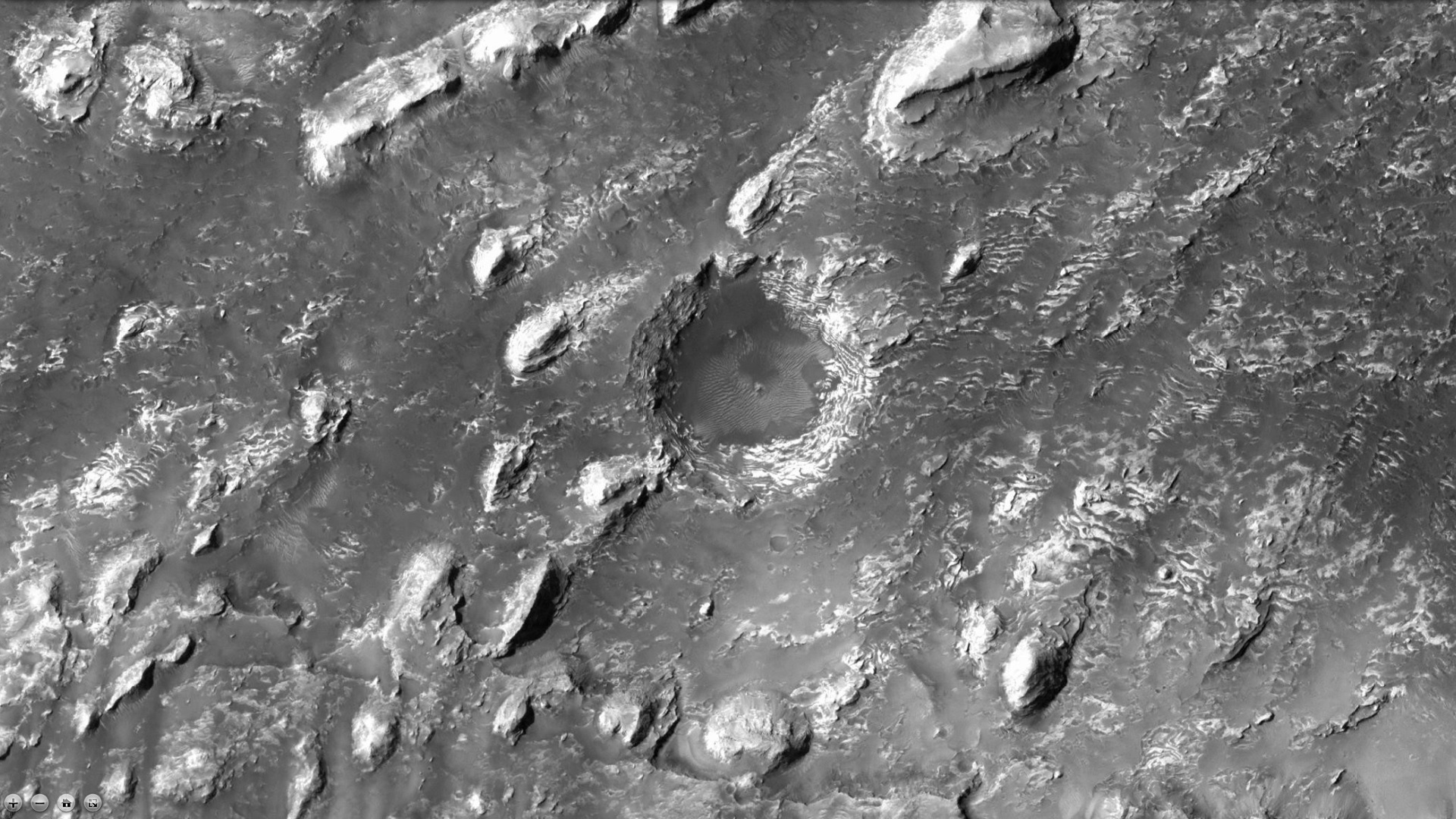
显示了克罗姆林陨击坑内的层状岩垛和一座小陨石坑，火星勘测轨道飞行器背景相机拍摄，注：这是之前这是前一幅陨坑图像的放大版。
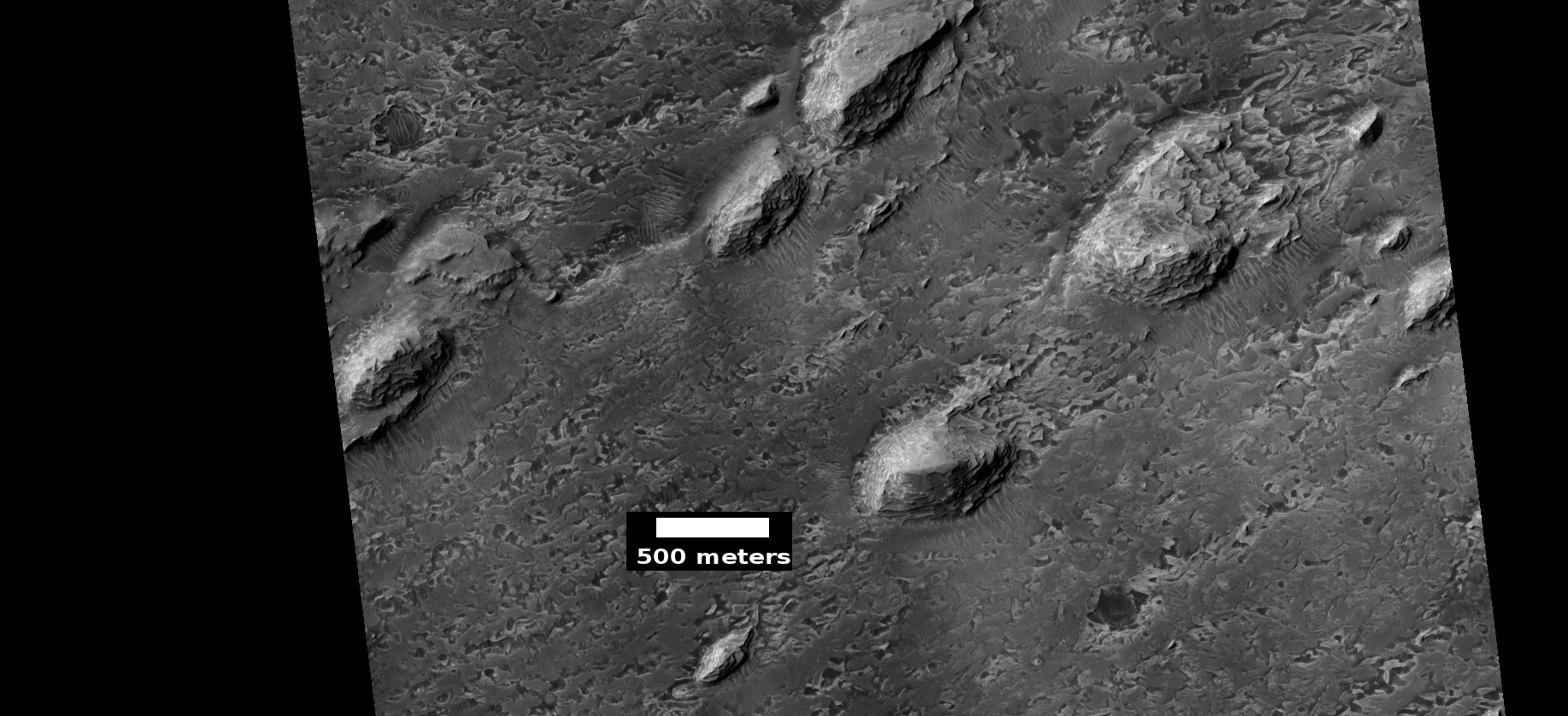
高分辨率成像科学设备拍摄的克罗梅林陨石坑，显示了分层结构。
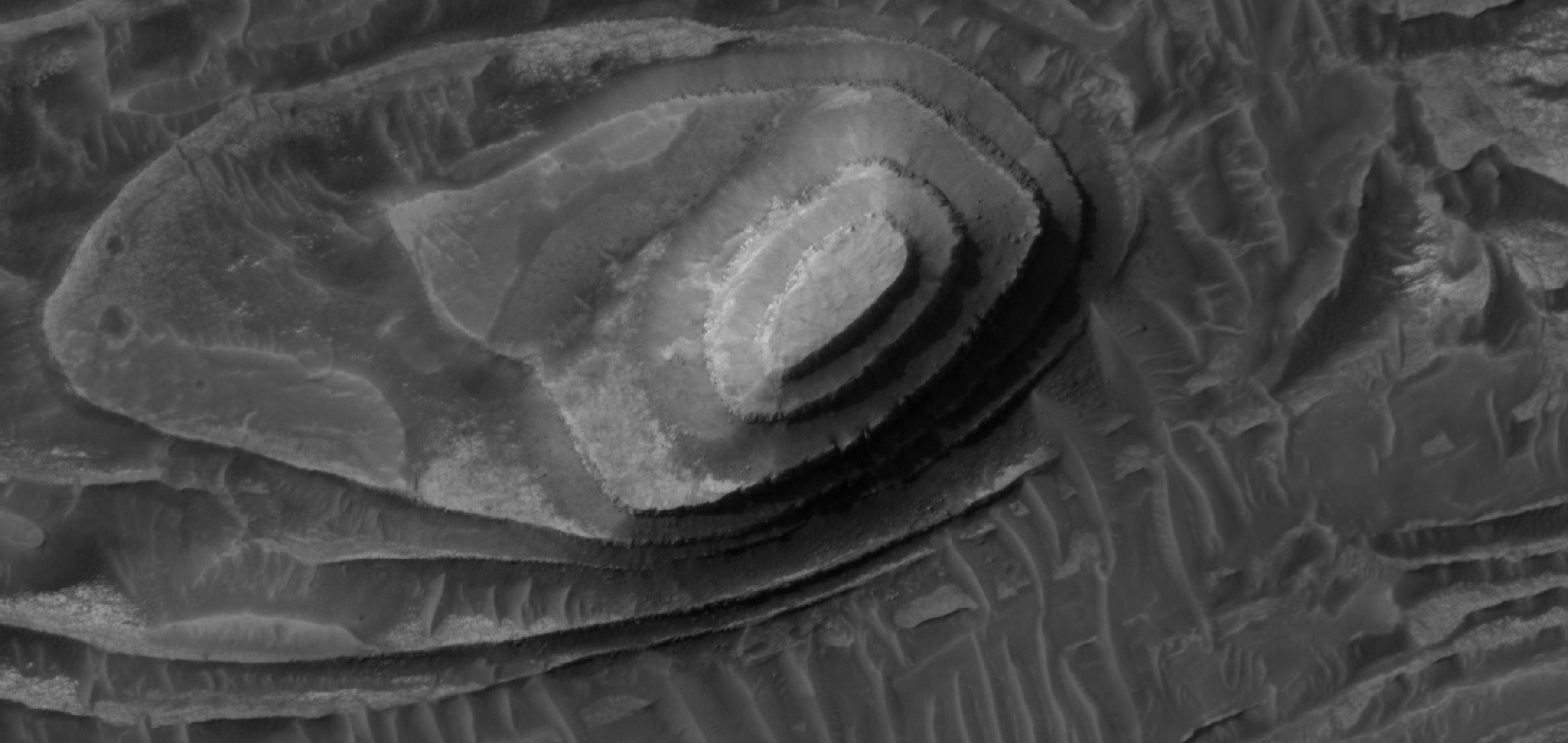
HiWish计划下高分辨率成像科学设备显示的奥克夏沼区克罗姆林陨石坑内的孤丘。
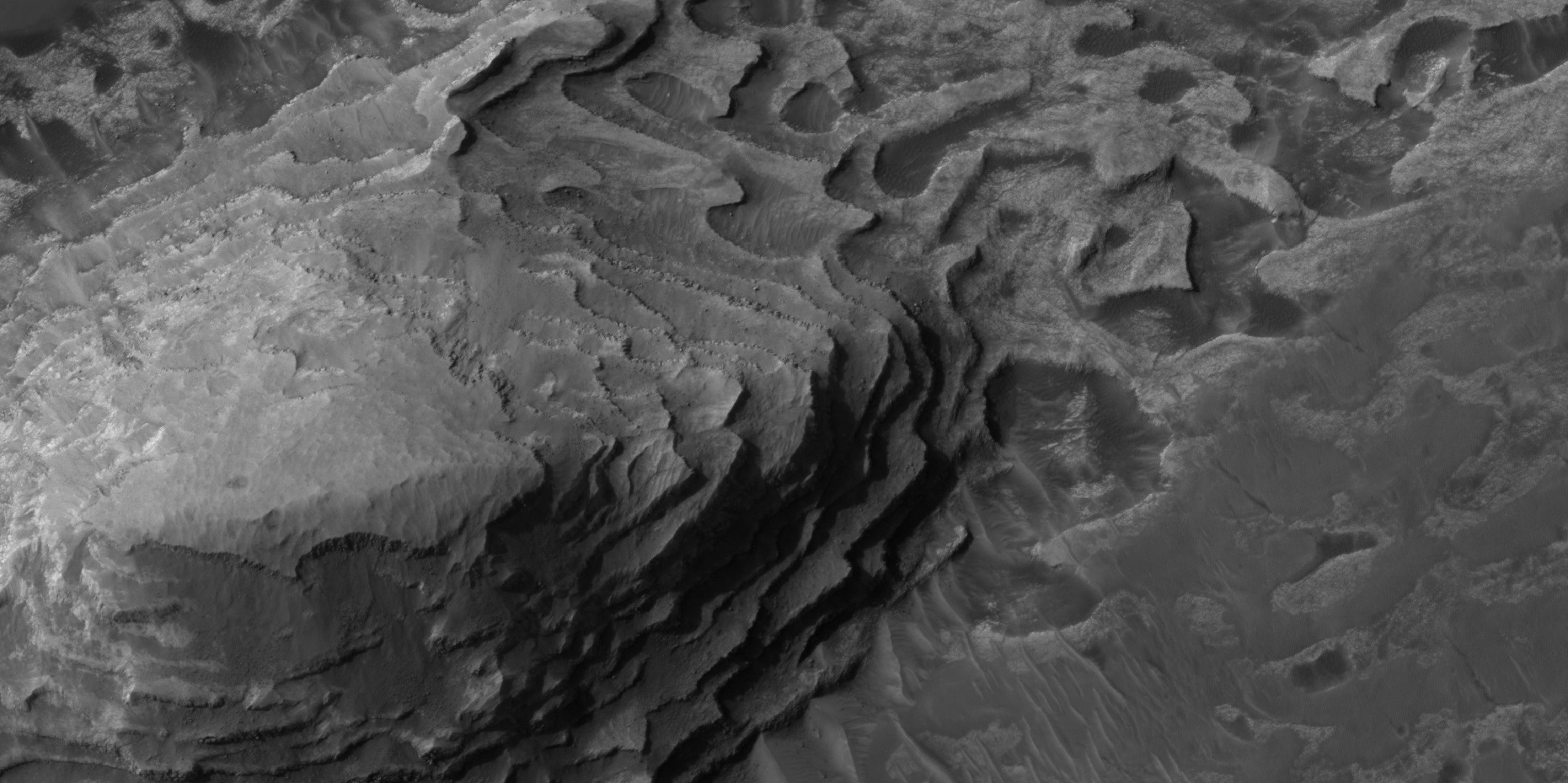
HiWish计划下高分辨率成像科学设备显示的奥克夏沼区克罗姆林陨石坑内的岩层。
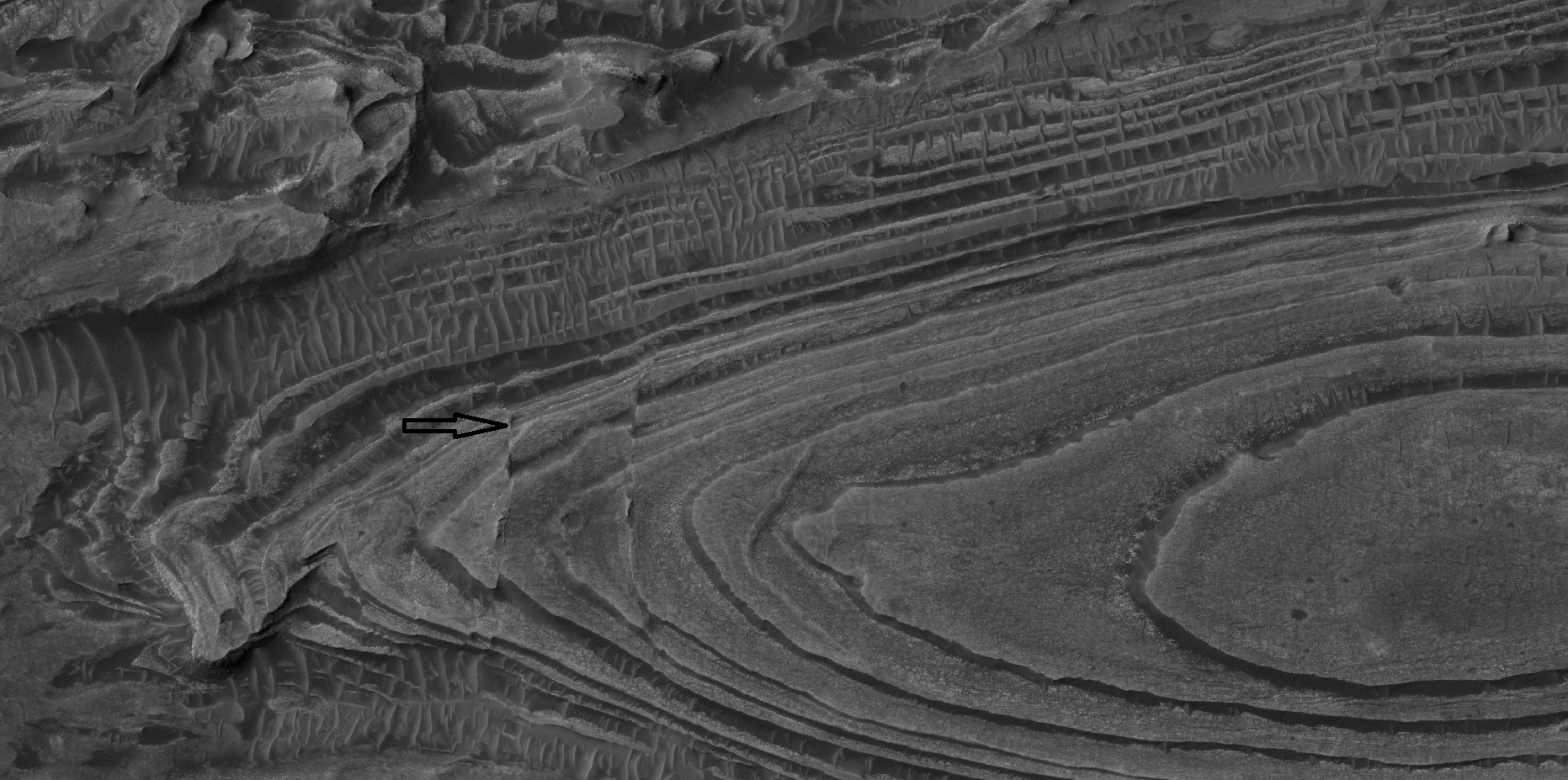
HiWish计划下高分辨率成像科学设备显示的奥克夏沼区克罗姆林陨石坑内的岩层，箭头指示了断层位置。
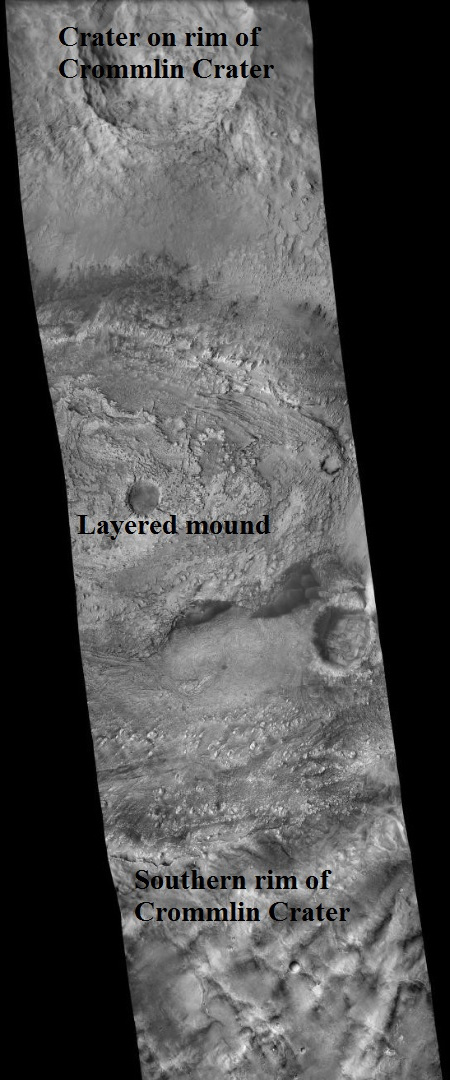
火星勘测轨道飞行器背景相机拍摄的克罗姆林陨击坑，标注出了重要部位。
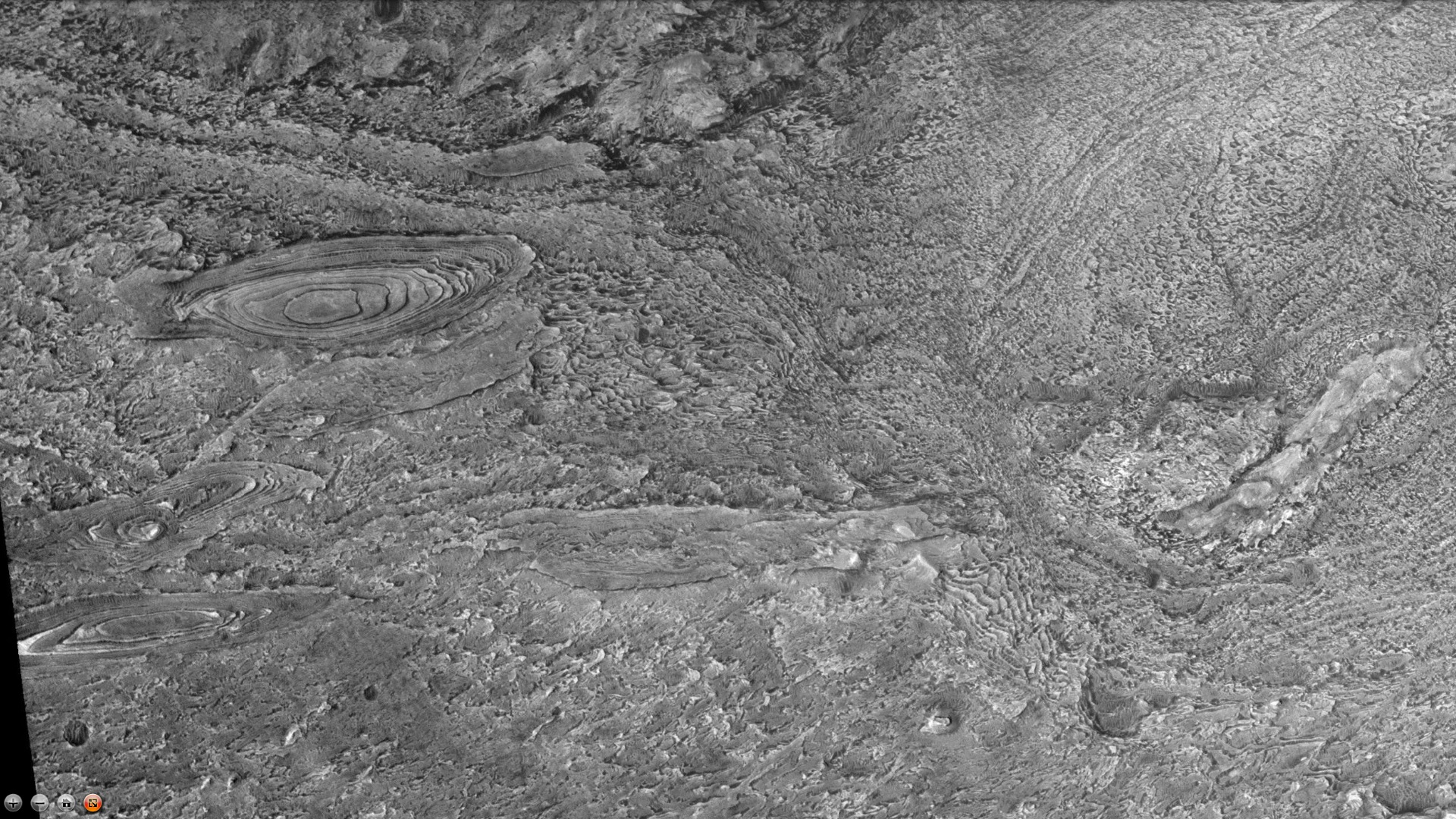
火星勘测轨道飞行器背景相机拍摄的克罗姆林陨石坑土丘上的分层，注意：这是先前图像的放大版。
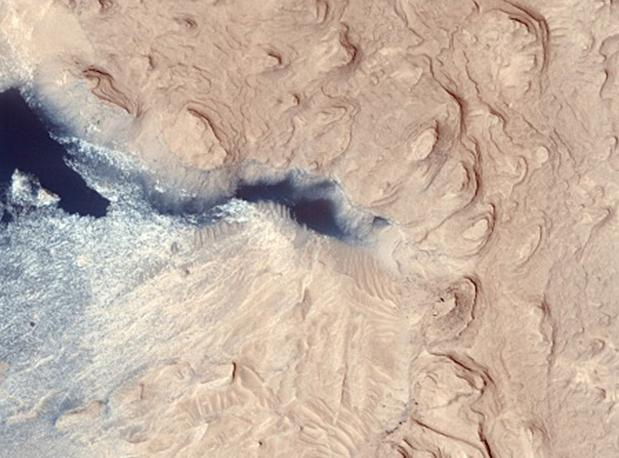
高分辨率成像科学设备显示的克罗姆林陨击坑内的层状堆积，照片中的蓝色是伪色。
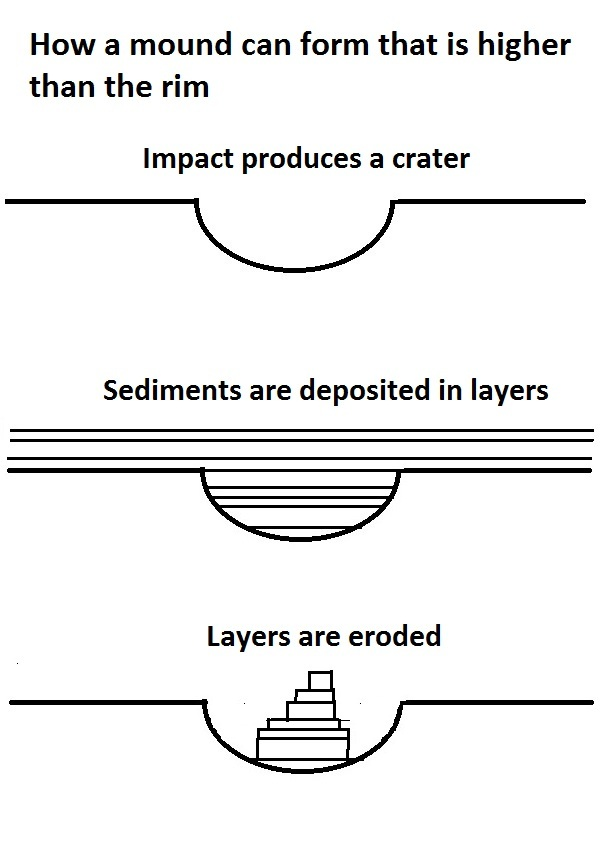
克罗姆林陨击坑坐落了一座高出坑沿的层状土丘，该图显示它形成于周边材料地层被侵蚀的过程。

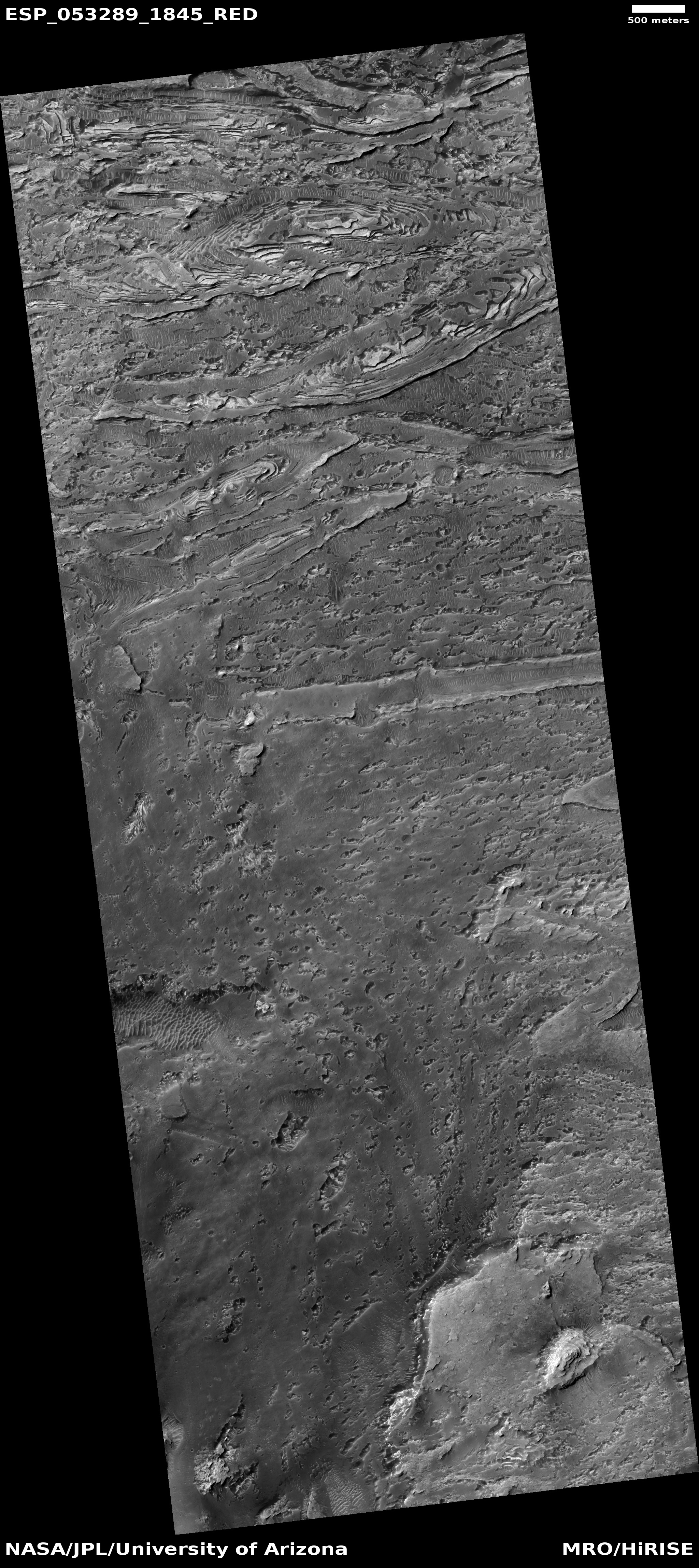
HiWish计划下高分辨率成像科学设备显示的克罗姆林陨击坑岩层广角图，该图中的部分区域将被在下一幅图中放大。
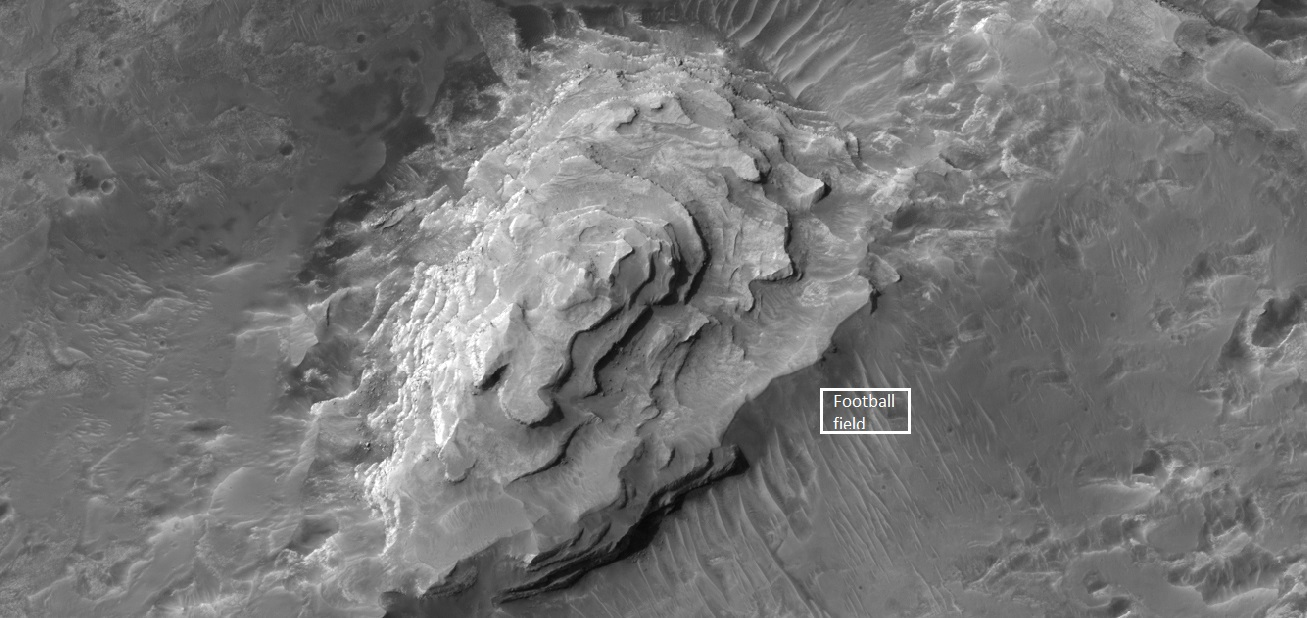
HiWish计划下高分辨率成像科学设备显示的克罗姆林陨击坑内层状土丘近景，方框显示了足球场大小的区域。
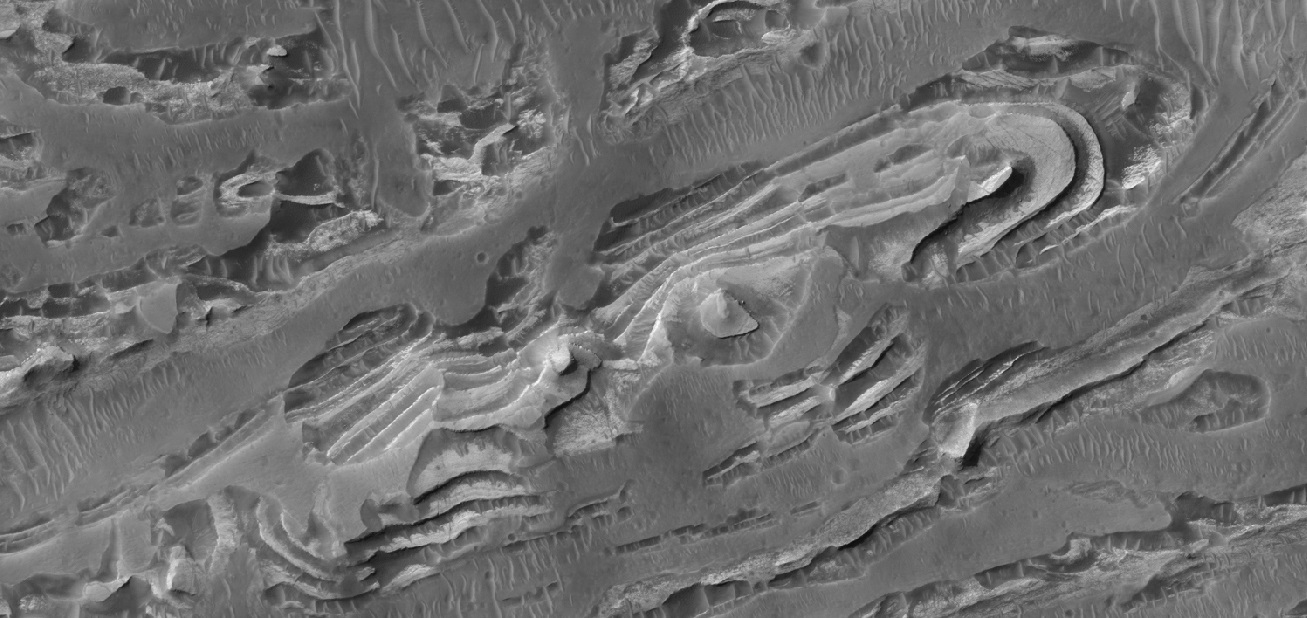
HiWish计划下高分辨率成像科学设备拍摄的克罗姆林陨击坑内岩层近景。
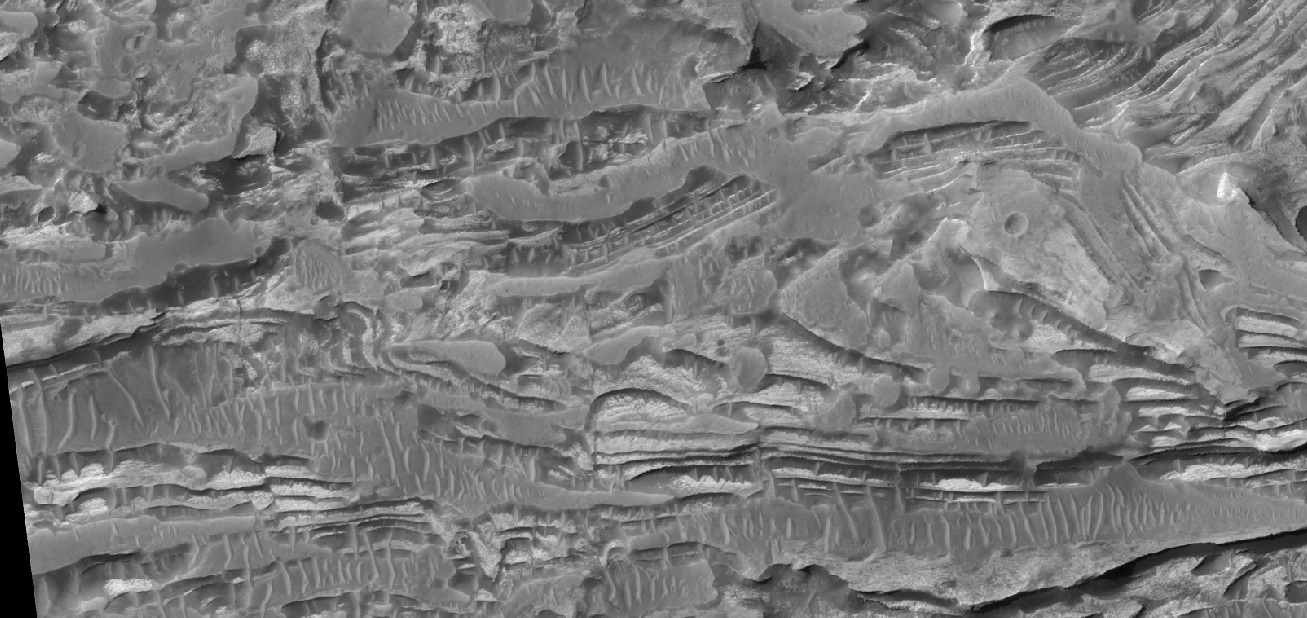
HiWish计划下高分辨率成像科学设备拍摄的克罗姆林陨击坑内岩层近景。
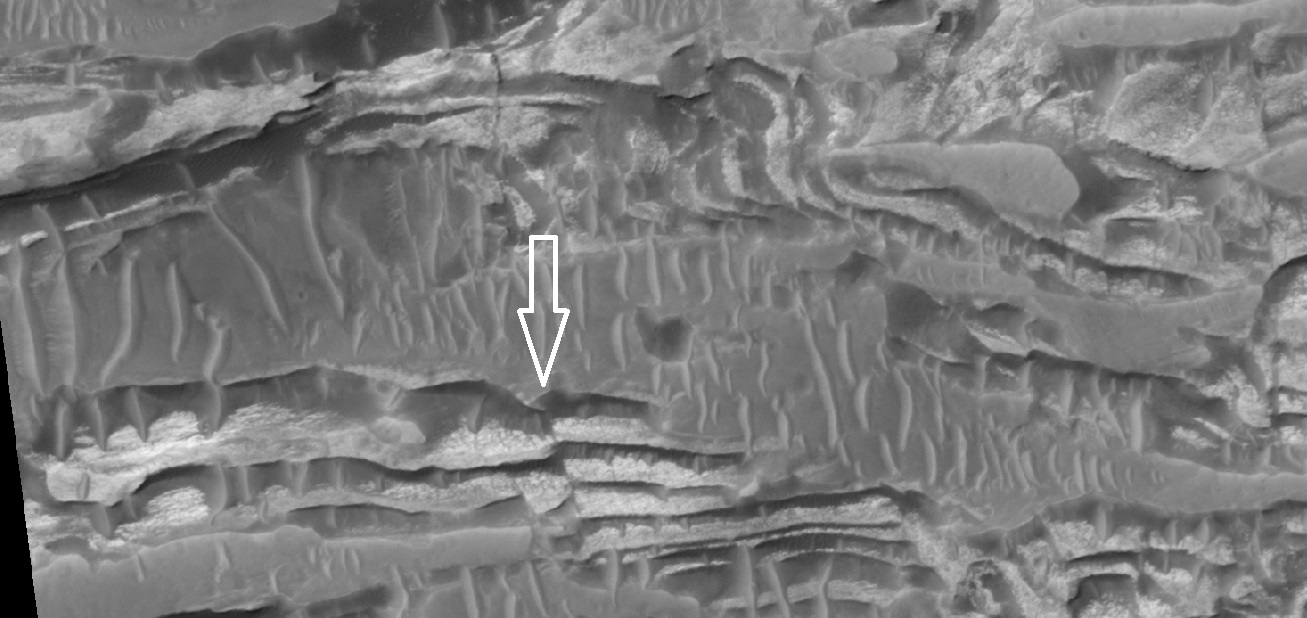
HiWish计划下高分辨率成像科学设备拍摄的克罗姆林陨击坑内岩层近景，箭头指示了断层处。
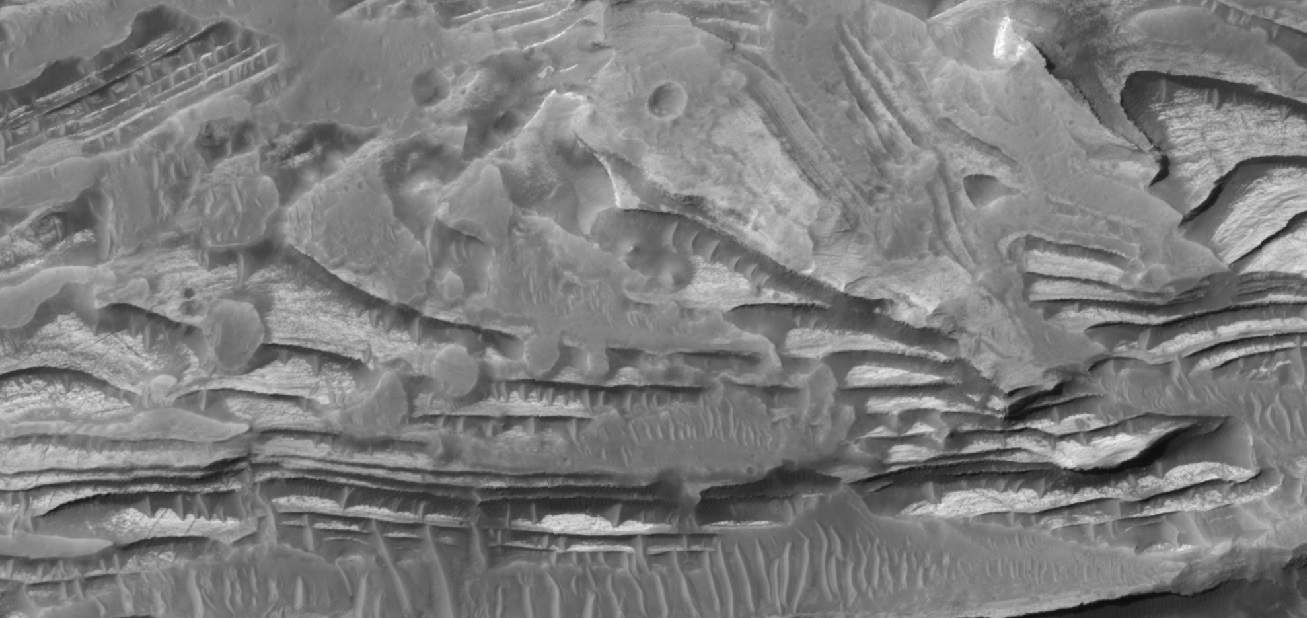
HiWish计划下高分辨率成像科学设备拍摄的克罗姆林陨击坑内岩层近景。
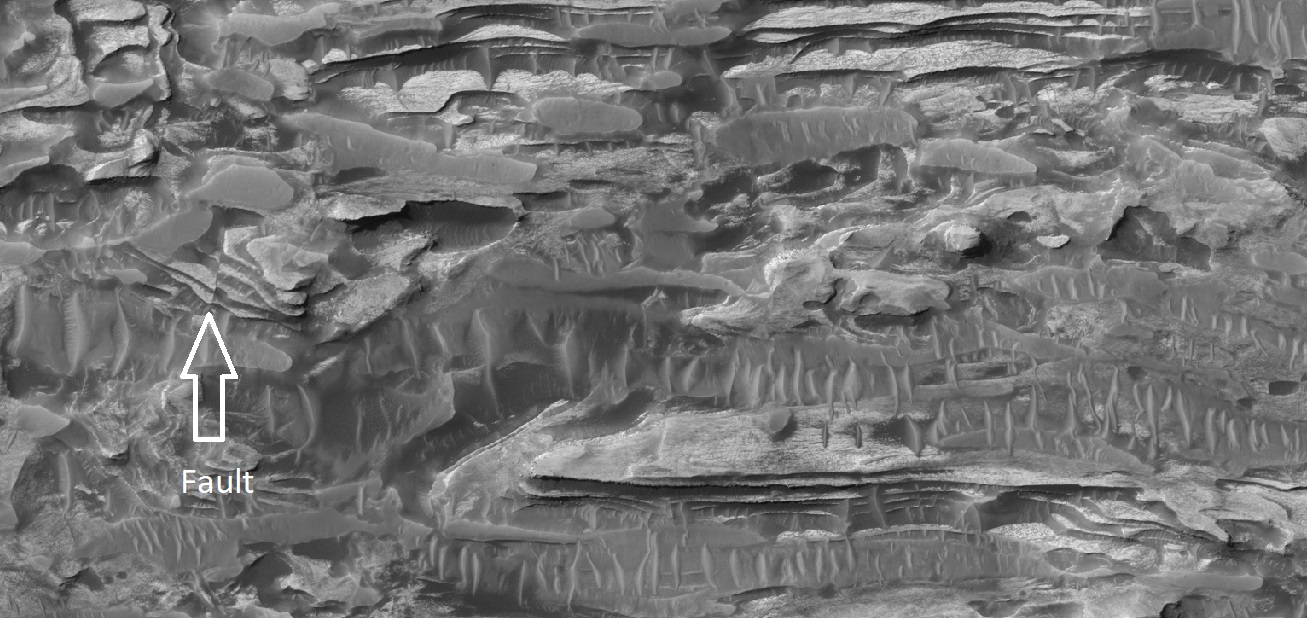
HiWish计划下高分辨率成像科学设备拍摄的克罗姆林陨击坑内岩层近景，箭头指示了断层处。

## 另请查看
- 火星撞击坑

## 延伸阅读
- Grotzinger, J. and R. Milliken (eds.).  2012.  Sedimentary Geology of Mars.  SEPM.